# Trick-Trick
Кристиан Мэтис (англ. Christian Mathis), более известный под псевдонимом Trick-Trick — американский хип-хоп-исполнитель, участник коллектива Goon Sqwad, получивший известность в 2005 году после записи трека «Welcome to Detroit» (совместно с Эминемом). В 2014 году совместно с другими исполнителями записал трек Detroit Vs. Everybody для компиляции лейбла Shady Records, названной ShadyXV.

## Дискография

### Сольные альбомы
| 2005                                      | The People vs. - Дата выпуска: 27 декабря 2005 - Лейбл: Motown Records | 115 | 40 | 1 |
| 2008                                      | The Villain - Дата выпуска: 11 июня 2008 - Лейбл: Koch Records         | —   | —  | — |
| «—» означает, что альбом не попал в чарты |                                                                        |     |    |   |

### Синглы
| 2003                                    | «It’s Goin' Down»                             | —   | —  | —  | свободный сингл |
| 2005                                    | «Welcome 2 Detroit» (совместно с Eminem)      | 100 | 24 | 12 | The People vs.  |
| 2008                                    | «Let’s Work»                                  | —   | —  | —  | The Villain     |
| 2008                                    | «Let It Fly» (совместно с Ice Cube и Lil Jon) | —   | —  | —  | The Villain     |
| 2008                                    | «Who Want It» (совместно с Eminem)            | —   | —  | —  | The Villain     |
| «—» означает, что сингл не попал в чарт |                                               |     |    |    |                 |